# Pyrausta aurithoracalis
Pyrausta aurithoracalis là một loài bướm đêm trong họ Crambidae.